# Pensamentos automáticos negativos
Pensamentos automáticos negativos (PANs) são pensamentos de natureza negativa e aleatória em relação a si mesmo e ocorrem sem controle volitivo ou consciente.

## Medidas
O Automatic Thoughts Questionnaire 30 (ATQ 30; em português: Questionário de Pensamentos Automáticos, QPA-30) é um questionário científico criado por Steven D. Hollon [en] e Phillip C. Kendall que mede pensamentos negativos automáticos. O QPA-30 consiste em 30 afirmações negativas e pede para os participantes indicarem com que frequência vivenciaram o pensamento negativo ao longo da semana em uma escala de 1 a 5 (sendo 1 baixo e 5 alto). Esta medida foi criada em resposta à hipótese de Aaron T. Beck de que o pensamento em populações deprimidas tende a ser negativo. Exemplos de declarações incluem "Não valho nada", "Decepcionei as pessoas", "Não consigo começar nada" e "Meu futuro é sombrio".

## Depressão
Alguns estudos sugeriram que a depressão está associada ao aumento dos níveis de pensamentos automáticos negativos. Além disso, a extensão dos pensamentos automáticos negativos vivenciados está associada à gravidade da depressão.

## Transtorno de ansiedade social
Neste transtorno, as pessoas experimentam um elevado grau de medo e de evitação de situações sociais. Não houve muita pesquisa realizada até o momento sobre a associação entre pensamentos automáticos e transtorno de ansiedade social. No entanto, um estudo de Iancu et al. tentou avaliar uma possível relação. Propuseram uma possível relação por causa do pensamento distorcido que ocorre com a perturbação de ansiedade social. No seu estudo, os investigadores selecionaram um grupo de indivíduos diagnosticados com transtorno de ansiedade social e, em seguida, aplicaram questionários de pensamentos automáticos. O estudo descobriu que as pessoas com níveis mais elevados de pensamentos automáticos negativos eram mais propensas a demonstrar mais medo e evitação. Além disso, os níveis de pensamentos automáticos medidos foram correlacionados com a gravidade dos sintomas.

## Reduzindo pensamentos negativos automáticos

### Atenção plena
A atenção plena (mindfulness) é uma técnica usada para ajudar as pessoas a se concentrarem no momento presente, auxiliando assim na reestruturação de pensamentos e sentimentos distorcidos. Alguns estudos sugerem que a atenção plena reduz o pensamento automático negativo. Ritvo et al. descobriram que estudantes universitários que frequentavam uma série de cursos de mindfulness apresentaram uma redução geral nos pensamentos automáticos negativos no grupo.